# Mariä Himmelfahrt (Trzebcz Szlachecki)

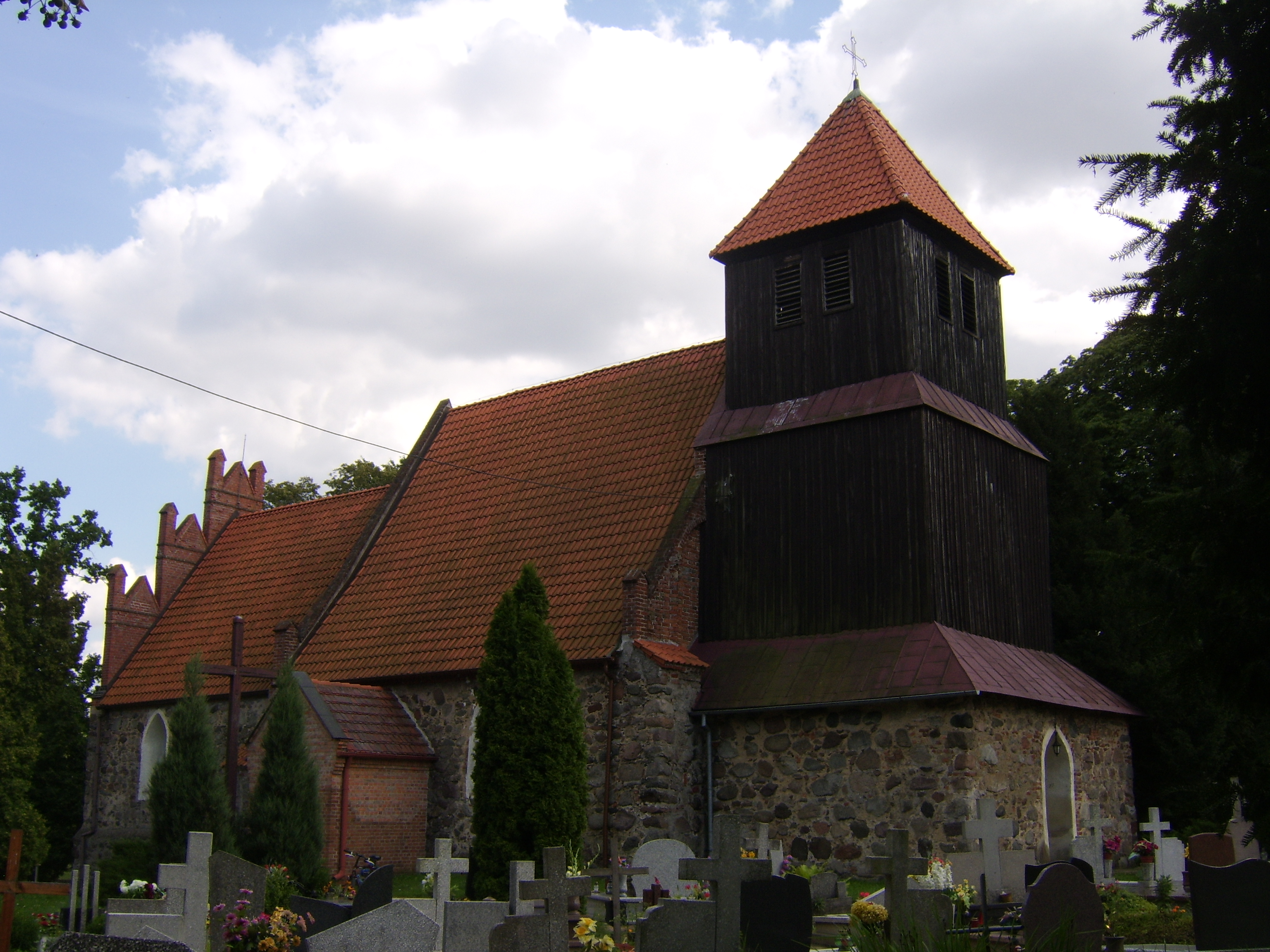
Mariä Himmelfahrt in Adlig Trzebcz

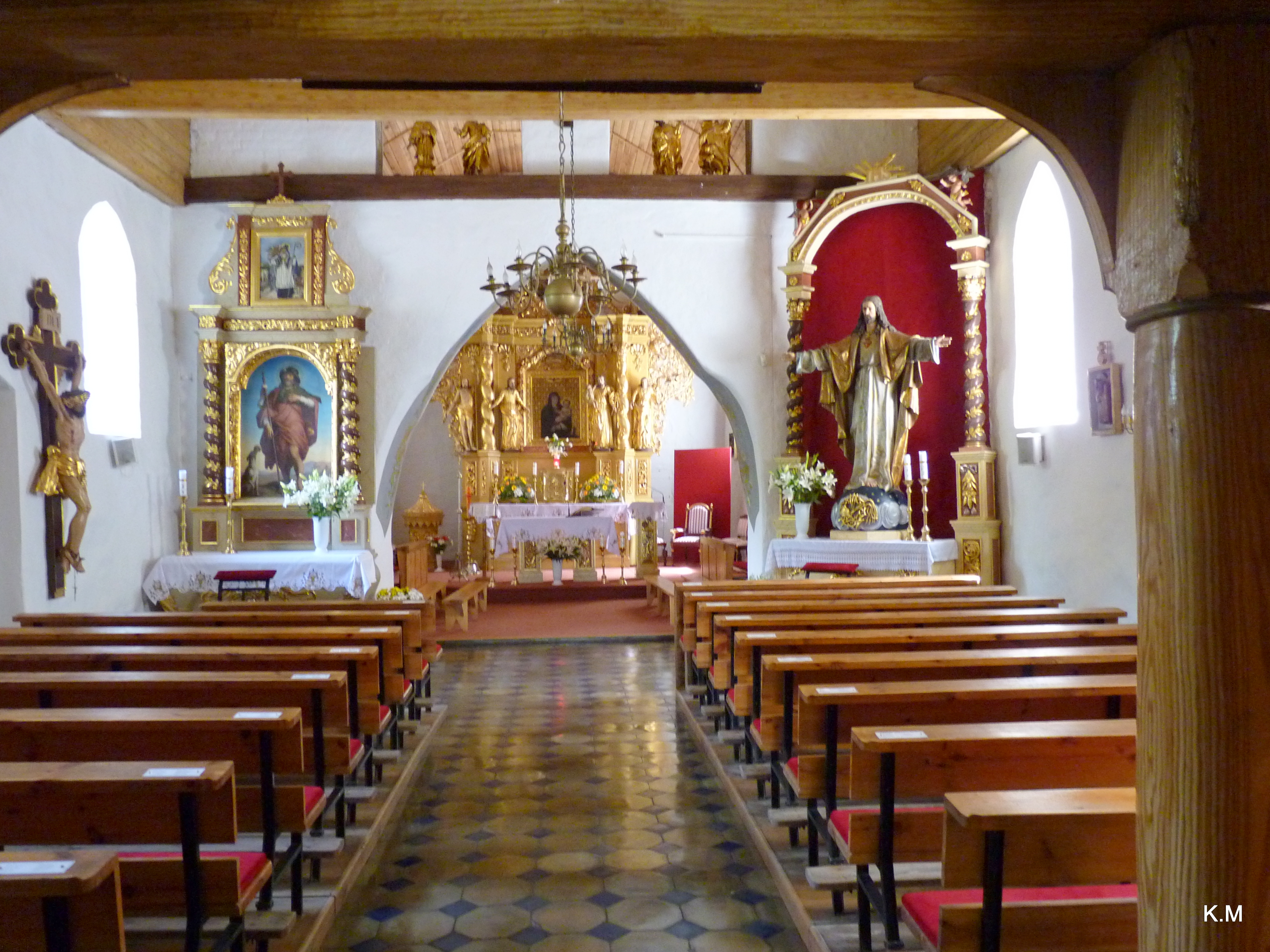
Innenansicht

Die römisch-katholische Kirche Mariä Himmelfahrt (polnisch Kościół pw. Wniebowzięcia Najświętszej Marii Panny) im Dorf Adlig Groß Trzebcz (heute Trzebcz Szlachecki) in der Gmina Kijewo Królewskie in der polnischen Woiwodschaft Kujawien-Pommern ist ein Bau aus der Zeit des Deutschen Ordens. Bis 1945 war die Kirche eine evangelische Elisabethkirche.

## Geschichte
Die Kirche ist 1319 erstmals erwähnt und entstand wohl um Ende des 13. Jahrhunderts. Die Elisabethkirche Adlig Trzebcz ist ein Beispiel für die früheste Form ländlicher Steinkirchen im Ordensland.
Der hölzerne Turmoberbau stammt aus dem 18./19. Jahrhundert, die Sakristei von 1876 und der Ostgiebel von 1906.

## Baubeschreibung
Die Kirche ist ein ungewölbter Saalbau mit Westturm. Außer einer niedrigen Mittelstrebe an der Südseite hat der Bau keine Strebepfeiler. Der eingezogene Rechteckchor steht im Verband mit dem Langhaus. Der Turm auf 6 m × 7,5 m Grundfläche ist nur im Erdgeschoss massiv ausgeführt und hat einen deutlich hervortretenden Sockel und ein schmales Westportal. An der Süd- und Nordseite hat der Bau je zwei Fenster, Portale befinden sich im Westen und Norden. Die Sakristei an der Südseite des Chors ist durch einen neugotischen Bau ersetzt, wobei aber das spitzbogige und gefaste Portal zum Chor aus dem Mittelalter erhalten ist.